# データインストール
データインストール（DATA INSTALL）とはPlayStation Portable（PSP）用のゲームでゲームデータをメモリースティック Pro デュオに保存しておくことで、データのロードに要する待ち時間を短縮する技術のことである。
PSPで最もヒットしたシリーズである『モンスターハンター ポータブル』シリーズでは「メディアインストール」と呼ばれており、一般的にはこちらの呼称も定着している。しかし、「メディアインストール」はカプコンの登録商標のため、他のメーカーの作品でこの呼称が使用される事は稀である。

## 概要
PSP（PSP-1000/2000/3000型）用のソフトはユニバーサル・メディア・ディスク（UMD）と呼ばれるディスクにゲームのプログラムやデータを記録しており、これをPSP本体に読み出すことでゲームがプレイできる仕組みになっている。
UMDからデータを読み出すのには時間がかかるため、ゲームによってはロードの待ち時間が長くなり、ゲームが中断されることがあった。メモリースティックに記録されたデータの読み出しはUMDより早いため、これを利用することでUMDの欠点であるロード時間の長さを短縮することができる。ただし、全てのゲームで利用できず「データインストール対応」のゲームに限られる。また、不正コピー防止の観点からインストールされたデータから直接起動させることはできず、起動時には常に元のUMDをドライブに挿入しておく必要がある（起動時にUMDの挿入を認識したあと、メモリースティック内のデータを読み出す）。
UMD内のデータをメモリースティックに記録するため、十分な空き容量が必要となる。必要な容量はゲームによって異なるが、100MB程度から1GB以上に及ぶものもある。
データインストールとは呼ばれないが、PSP go（PSP-N1000型）およびダウンロード専用のゲームは全てのゲームデータをフラッシュメモリ（PSP goに内蔵）またはメモリースティックに保存してプレイするため、ロード時間はUMD版に比べて高速となる。
初めてこの機能を搭載したゲームはプロトタイプより2007年11月22日に発売された『AIR』で、同作では「メモリーディスク機能」と呼称されていた。

## データインストール対応ゲーム

### 2007年発売
- 11月22日 AIR（プロトタイプ）64MB

### 2008年発売
- 3月27日 モンスターハンターポータブル 2nd G（カプコン）580MB
- 5月29日 CLANNAD （プロトタイプ）120MB
- 6月26日 神曲奏界ポリフォニカ 0 - 4話フルパック（プロトタイプ）77MB
- 9月25日 マナケミア 〜学園の錬金術士たち〜PORTABLE+（ガスト）
- 11月20日 機動戦士ガンダム ガンダムVS.ガンダム（バンダイナムコゲームス）
- 11月27日 無双OROCHI 魔王再臨（コーエー）
- 12月18日 ディシディア ファイナルファンタジー（スクウェア・エニックス）

### 2009年発売
- 1月22日 ジルオール インフィニットプラス（コーエー）
- 2月26日 真・三國無双 MULTI RAID（コーエー）
- 2月28日 planetarian 〜ちいさなほしのゆめ〜（プロトタイプ）
- 3月19日 智代アフター 〜It's a Wonderful Life〜 CS Edition（プロトタイプ）
- 4月23日 絶体絶命都市3 -壊れゆく街と彼女の歌-（アイレム）300MB
- 4月30日 とらドラ・ポータブル！（バンダイナムコゲームス）
- 8月20日 ハートの国のアリス（プロトタイプ）
- 9月10日 MAPLUS ポータブルナビ3（エディア）
- 10月1日 グランツーリスモ（SCE）
- 10月22日 真・三國無双5 Special（コーエー）
- 10月29日 エルミナージュII ～双生の女神と運命の大地～ (スターフィッシュ) 169MB
- 11月1日 ペルソナ3ポータブル（アトラス）
- 11月12日 Jリーグ プロサッカークラブをつくろう!6 Pride of J（セガ）
- 11月26日 学園ヘヴン BOY'S LOVE SCRAMBLE!（プロトタイプ）
- 11月26日 ひぐらしデイブレイクPortable MEGA EDITION（アルケミスト）
- 12月3日 機動戦士ガンダム ガンダムVS.ガンダムNEXT PLUS（バンダイナムコゲームス）267MB
- 12月3日 ときめきメモリアル4（コナミデジタルエンタテインメント）432MB
- 12月3日 ファンタシースターポータブル2（セガ）170MB
- 12月23日 らき☆すた ネットアイドル・マイスター（角川書店）

### 2010年発売
- 1月9日 キングダム ハーツ バース バイ スリープ（スクウェア・エニックス）
- 1月21日 戦場のヴァルキュリア2 ガリア王立士官学校（セガ）
- 1月21日 真・三國無双5 Empires（コーエーテクモゲームス）
- 3月10日 真・三國無双 MULTI RAID 2（コーエーテクモゲームス）
- 3月18日 ガンダムアサルトサヴァイブ（バンダイナムコゲームス）
- 4月1日 プロ野球スピリッツ2010（コナミデジタルエンタテインメント）
- 4月29日 メタルギアソリッド ピースウォーカー（コナミデジタルエンタテインメント）
- 6月24日 ザ・キング・オブ・ファイターズ ポータブル '94～'98 チャプター・オブ・オロチ（SNKプレイモア）174MB
- 7月15日 実況パワフルプロ野球2010（コナミデジタルエンタテインメント）
- 7月15日 ラストランカー（カプコン）
- 7月29日 初音ミク -Project DIVA- 2nd（セガ）
- 7月29日 GA 芸術科アートデザインクラス Slapstick WONDERLAND（ラッセル）
- 8月26日 エースコンバットX2 ジョイントアサルト（バンダイナムコゲームス）
- 8月26日 モンハン日記 ぽかぽかアイルー村（カプコン）126.1MB
- 8月26日 二世の契り（アイディアファクトリー）
- 9月16日 遊☆戯☆王ファイブディーズ タッグフォース5（コナミデジタルエンタテインメント）
- 9月22日 花帰葬（プロトタイプ）
- 9月22日 真・恋姫†夢想 〜乙女繚乱☆三国志演義〜 呉編（イエティ）
- 9月30日 けいおん! 放課後ライブ!!（セガ）438MB
- 10月14日 ロード オブ アルカナ（スクウェア・エニックス）
- 10月28日 真・恋姫†夢想 〜乙女繚乱☆三国志演義〜 魏編（イエティ）
- 11月11日 タクティクスオウガ 運命の輪（スクウェア・エニックス）
- 11月25日 真・恋姫†夢想 〜乙女繚乱☆三国志演義〜 蜀編（イエティ）
- 11月25日 ダンガンロンパ 希望の学園と絶望の高校生（スパイク）
- 12月1日 モンスターハンターポータブル 3rd（カプコン）539.7MB
- 12月2日 仮面ライダー クライマックスヒーローズオーズ（バンダイナムコゲームス）
- 12月16日 シャイニング・ハーツ（セガ）
- 12月16日 探偵オペラ ミルキィホームズ（ブシロード）
- 12月16日 ティアーズ・トゥ・ティアラ外伝 -アヴァロンの謎- PORTABLE（アクアプラス）
- 12月22日 ザ・サード バースデイ（スクウェア・エニックス）
- 12月23日 らき☆すた 〜陵桜学園 桜藤祭〜Portable（角川書店）

### 2011年発売
- 1月20日 キングダムハーツ バース バイ スリープ ファイナルミックス（スクウェア・エニックス）
- 1月27日 俺の妹がこんなに可愛いわけがない ポータブル（バンダイナムコゲームス）
- 1月27日 戦場のヴァルキュリア3（セガ）
- 1月27日 とある魔術の禁書目録（アスキー・メディアワークス）211MB
- 2月3日 マクロストライアングルフロンティア（バンダイナムコゲームス）277MB
- 2月10日 テイルズ オブ ザ ワールド レディアント マイソロジー3（バンダイナムコゲームス）
- 2月17日 DJMAX Portable 3（PENTAVISION/サイバーフロント） 804MB
- 2月24日 SDガンダム GGENERATION WORLD（バンダイナムコゲームス）
- 2月24日 ファンタシースターポータブル2 インフィニティ（セガ）
- 3月3日 ディシディア デュオデシム ファイナルファンタジー（スクウェア・エニックス）
- 3月31日 ブレイブルー コンティニュアムシフトII（アークシステムワークス）
- 4月14日 第2次スーパーロボット大戦Z 破界篇（バンダイナムコゲームス） 909MB
- 4月14日 プロ野球スピリッツ2011（コナミ）
- 4月14日 ペルソナ2 罪（アトラス）
- 5月19日 AKIBA'S TRIP（アクワイア）
- 5月19日 グングニル -魔槍の軍神と英雄戦争-（アトラス） 40MB
- 6月16日 ダンボール戦機（レベルファイブ）
- 7月14日 実況パワフルプロ野球2011（コナミデジタルエンタテインメント）
- 7月14日 太鼓の達人ぽ～たぶるDX（バンダイナムコゲームス）
- 8月4日 エルミナージュIII ～暗黒の使徒と太陽の宮殿～ (スターフィッシュ) 254MB
- 8月10日 モンハン日記 ぽかぽかアイルー村G（カプコン） 179.1MB
- 8月24日 機動戦士ガンダム 新ギレンの野望（バンダイナムコゲームス）
- 8月25日 真・三國無双6Special（コーエーテクモゲームス）　176MB
- 9月22日 遊☆戯☆王ファイブディーズ タッグフォース6（コナミデジタルエンタテインメント）
- 10月27日 ファイナルファンタジー零式（スクウェア・エニックス）　Disc1 554MB/865MB　Disc2 651MB/1242MB
- 11月23日 pop'n music portable 2（コナミデジタルエンタテインメント）477MB
- 12月15日 ぷよぷよ!! Puyopuyo 20th anniversary（セガ）

### 2012年発売
- 1月19日 ヒーローズファンタジア（バンダイナムコゲームス）
- 2月2日 フォトカノ（角川ゲームス）　795MB
- 2月9日 幻想水滸伝 紡がれし百年の時（コナミ）
- 2月23日 僕は友達が少ない ぽーたぶる（バンダイナムコゲームス）
- 2月23日 テイルズ オブ ザ ヒーローズ ツインブレイヴ（バンダイナムコゲームス）
- 3月1日 グレイトバトル フルブラスト（バンダイナムコゲームス）
- 3月15日 シャイニング・ブレイド（セガ）　350MB
- 3月15日 魔法少女まどか☆マギカ ポータブル（バンダイナムコゲームス）　100MB
- 7月19日 無双OROCHI 2 Special（コーエーテクモゲームス）　10MB未満（解説書上では10MB以上の容量が必要とされている）
- 8月23日 化物語 ポータブル（バンダイナムコゲームス） 460MB
- 9月6日 ロストヒーローズ（バンダイナムコゲームス）

### 2013年発売
- 1月17日 黄昏のシンセミア portable （CYBERFRONT）　175MB
- 2月14日 バトルロボット魂（バンダイナムコゲームス）　223MB
- 3月28日 Fate/EXTRA CCC（マーベラスAQL）
- 6月27日 討鬼伝（コーエーテクモゲームス）

### 2014年発売
- 4月17日 Rewrite（プロトタイプ）容量不明
  - PSP版ではデータインストールが必須となっている。